# Louis-François Daire
Louis-François Daire, plus connu sous le nom du Père Daire est un érudit et historien picard né à Amiens en 1713 et mort à Chartres le 18 mars 1792.

## Biographie

### Famille
Louis-François Daire, né à Amiens le 6 juillet 1713, dans la paroisse Saint-Germain, son père Louis Daire, négociant, serait un descendant de Jean d'Aire, échevin de Calais, l'un des six héros du siège de cette ville en 1347. Sa mère, Élisabeth Wallet, était originaire de Montdidier.

### Formation
Louis-François Daire ne connut pas son père qui mourut deux ans après son mariage. Devenue veuve, Élisabeth Wallet retourna vivre à Montdidier ; c'est là que son fils commença ses études, au collège de la ville. Il termina ses humanités au collège d'Amiens. Sa vocation se dessinant, il reçut la tonsure le 10 avril 1731 et il entra chez les Célestins d'Amiens, le 15 juillet 1733. Il fut le bibliothécaire de la congrégation des Célestins.

### Vie littéraire
Toute sa vie, il s'adonna à l'étude de l'histoire de la Picardie et de la langue picarde. Son œuvre majeure est le Dictionnaire du parler picard .  
Après avoir été en possession de Jean Jacques Antoine Caussin de Perceval, les archives du père Daire furent achetées par Louis Nicolas Jean Joachim de Cayrol, qui en fit don à la Bibliothèque municipale d'Amiens . 
Presque chaque année, de 1753 à 1790, il publia à Amiens une édition de l'Almanach historique et géographique de la Picardie, avec l'appui du duc de Chaulnes, jusqu'à la mort de celui-ci, en 1769. Le duc de Chaulnes fut également le dédicataire de son Histoire d'Amiens.
Le Père Daire était depuis 1759, membre de l'Académie de Rouen.

## Œuvres
- Dictionnaire du parler picard (1770) ; mis en ordre, complété et publié d'après le manuscrit autographe par Alcius Ledieu, Rennes La Découvrance , 1998 - réédition 2008.
- Almanach historique et géographique de la Picardie, 35 éditions parues à Amiens de 1753 à 1790, volumes in 16° ;
- Histoire de la ville d'Amiens depuis son origine jusqu'à présent ; ouvrage enrichi de cartes, de plans et de gravures, 1757, Paris, Veuve Delaguette, 2 vol. in 4°, un plan et 15 pl. h.-t. ;
- Les épithètes françoises rangées sous leurs substantifs : ouvrage utile aux poë͏tes, aux orateurs, aux jeunes gens qui entrent dans la carrière des sciences, & à tous ceux qui veulent écrire correctement, tant en vers qu'en prose ; 1759, Lyon, Pierre Bruyset Ponthus.
- Histoire civile, ecclésiastique et littéraire de la ville et du doyenné de Montdidier, avec les pièces justificatives, 1765, Amiens, François, 1 vol. in 12°, XXIII+354 pages, une vue de Montdidier et un plan du doyenné dépliants hors-texte, lire en ligne ;
- Stances élégiaques sur la mort de Monseigneur le Dauphin ; 1766, Paris, Cuissart.
- Tableau historique des sciences, des belles-lettres, et des arts dans la province de Picardie : depuis le commencement de la Monarchie jusqu'en 1752, 1768, Paris, Hérissant.
- Almanach perpétuel pronosticatif, proverbial et gaulois, d'après les observations de la docte antiquité, utile aux savans, aux gens de lettres et intéressant pour la santé ; Paris, Desnos, 1774.
- Histoire littéraire de la ville d'Amiens, 1782, Paris, Didot, VIII+668 pages, lire en ligne (reprint en 1970 aux éditions Slatkine) ;
- Histoire civile, ecclésiastique et littéraire de la ville et du doyenné de Doullens, 1784, Amiens, J.-B. Caron aîné, un volume in 12°, VIII+208 pp ;
- Histoire civile, ecclésiastique et littéraire du doyenné de Grandvilliers, 1784, Amiens, J. B. Caron, un vol. in 12°, 40 p. ;
- Histoire civile, ecclésiastique et littéraire de la ville et du doyenné d'Encre, aujourd'hui Albert, 1784, Amiens, . B. Caron, un vol. in 12°, 50 p. ;
- Histoire civile, ecclésiastique et littéraire du doienné de Picquigny (publié par J. Garnier), 1860, Amiens, Vve Herment, 95 pages, lire en ligne ;
- Histoire des doyennés du diocèse d'Amiens ; suivie du Glossaire Picard, Gaulois et Français tomes I et II, (œuvre posthume) ; mise en ordre, complétée et publiée d'après les manuscrits autographes, par Alcius Ledieu, 1910, Abbeville, Lafosse, 2 vol. in 4° ;
- Dictionnaire picard gaulois et françois contenant aussi les mots gaulois approchant le plus du dialecte de la Picardie avec leur signification en françois ; mis en ordre, complété et publié. D'après le manuscrit autographe par Alcius Ledieu, 1911 Paris, H. Champion [7], un vol. in 8°, LVII+166 pp. .